# Gun fu
Le gun fu (mot-valise formé à partir de « gun » et « kung fu », aussi appelé gun kata, bullet ballet, et gymnastic gunplay) est un style d'échange de tirs ressemblant à un art martial et combinant des armes à feu avec du combat au corps à corps et des armes de contact (en) pour un rapport d'environ 50/50.  Il est souvent utilisé dans le cinéma d'action hongkongais et les films américains qu'il a influencé.
L'objectif du gun fu est de montrer à la fois une esthétisme et une utilisation des armes à feu pour laquelle elles ne sont pas censées être utilisé. Le tir avec une arme à feu dans chaque main (généralement associé à un saut sur le côté en même temps), le double maniement (en), les coups derrière le dos, ainsi que l'utilisation d'armes à feu comme armes de contact (généralement comme des couteaux de combat) sont tous courants. D'autres mouvements peuvent impliquer des mitraillettes, des fusils d'assaut, des fusils de chasse,  des lance-roquettes, et à peu près tout ce qui peut être transformé en un plan cinématographique. Il est souvent mélangé à des techniques de grappling.
Le gun fu est devenu incontournable dans les films d'action modernes en raison de son impact visuel, résultat d'une chorégraphie et de cascades souvent impressionnantes, peu importe son irréalisme.

## Histoire et origine

### En dehors du cinéma
On ne sait pas où ni quand le terme réel « gun fu » est apparu pour la première fois. L'une de ses premières apparitions a lieu dans le jeu de rôle Cyberpunk 2020 sorti en 1988. 
Le gun fu est une forme d'arts martiaux spécialisés utilisable dans le jeu et décrit comme étant : « Gun Fu: entièrement axé sur la maîtrise de l'arme de poing, cette forme fait d'une arme à feu une véritable extension de l'utilisateur. Les élèves apprennent seulement les bases pour survivre à une fusillade : restez constamment en mouvement, tirez jusqu'à ce que votre adversaire soit mort (de préférence d'aussi près que possible), comptez vos tirs, lorsque vous êtes absent n'hésitez pas à trouver une autre arme au lieu de prendre le temps de recharger la vôtre (le mort par terre n'aura plus besoin de cela). Si vous êtes touché, n'y pensez pas jusqu'à ce que vous soyez mort ou que vos ennemis le soient, ne paniquez jamais et surtout gardez votre adversaire sur la défensive. Une fois qu'un élève a appris les bases, le seul moyen pour lui d'avancer dans son art est le combat, donc les débutants ne restent pas longtemps des débutants, ils sont soit tués, soit deviennent meilleurs. Un maître en action est un spectacle vraiment magnifique dans une fusillade. »
Conspiracy X, un autre jeu de rôle sorti en 1996, inclut également ce style de combat comme compétence utilisable. Dans ce jeu, le gun fu permet aux personnages d'utiliser des armes à feu en combat rapproché et à des artistes martiaux qualifiés d'enchaîner des combinaisons de mouvements.

### Au cinéma
Le réalisateur John Woo est à l'origine du style, qui sera plus tard appelé gun fu, dans le film Le Syndicat du crime. Le film lance le genre heroic bloodshed à Hong Kong, et les séquences d'action de gun fu deviennent une caractéristique régulière de nombreux films ultérieurs, qui combinent l'élégance et la précision du kung-fu avec la brutalité et la violence des films de gangsters. John Woo continue à faire plusieurs films de ce genre, tous comportant des armes à feu, et tous mettant en vedette Chow Yun-fat comme acteur principal.
Anthony Leong écrit à propos des fusillades dans Le Syndicat du crime : « Avant 1986, le cinéma de Hong Kong était fermement ancré dans deux genres : le film d'arts martiaux et la comédie. Les armes à feu n'étaient pas très populaires parce que le public les considérait comme ennuyeuses, comparé aux mouvements spectaculaire de kung-fu ou à la grâce du jeu d'épée gracieux des épopées wuxia. Ce dont les cinéphiles avaient besoin, c'était une nouvelle façon de présenter les armes à feu - pour les montrer comme une compétence pouvant être perfectionnée, tout en intégrant les acrobaties et la grâce des arts martiaux traditionnels. Et c'est exactement ce que John Woo a fait. En utilisant toutes les techniques visuelles à sa disposition (travelling, dolly, ralenti ), Woo a créé des séquences d'action magnifiquement surréalistes qui étaient un « plaisir coupable » à regarder. Il y a aussi de l'intimité dans les armes à feu - généralement, ses protagonistes et ses antagonistes ont une profonde compréhension les uns des autres et se rencontreront face à face, dans une impasse mexicaine tendue où chacun se pointera ses armes et échangera des mots. »
Stephen Hunter écrit dans le Washington Post : « Woo a vu les fusillades comme de la musique : son attention principale était de montrer les fusillades comme un spectacle de danse, avec une grande attention portée à la chorégraphie, le mouvement des deux acteurs dans le cadre. Il adorait envoyer ses tireurs voler dans les airs de manière surprenante, bien plus poétiquement que dans n'importe quel scénario réel. Il se détournait fréquemment du ralenti et se spécialisait dans le tir non seulement pour tuer, mais aussi pour cribler - ses tireurs touchaient souvent leurs adversaires cinq et six fois. »
D'autres réalisateurs de Hong Kong ont également commencé à utiliser des séquences de gun fu dans des films qui ne sont pas strictement du genre heroic bloodshed, tels que Les Dieux du jeu (1989) de Wong Jing et sa suite L'Arnaqueur de Hong Kong (1994). Il existe quelques films d'heroic bloodshed qui n'utilisent pas le gun fu, mais optaient pour des combats plus réalistes, tels que City on Fire (1987) de Ringo Lam.

## Propagation aux États-Unis
La popularité des films de John Woo, et du genre heroic bloodshed genre en général, aux États-Unis, a contribué à donner au style gun fu une plus grande visibilité.
Le succès de Matrix a contribué à populariser et à développer le style aux États-Unis. Un mouvement de gun fu classique consiste à recharger deux pistolets simultanément en éjectant les chargeurs vides, en pointant les armes vers le sol, en laissant tomber deux nouveaux chargeurs de ses manches, ou attachés à une de ses jambes, dans les armes à feu, puis à continuer de tirer. Dans Equilibrium (2002), les forces de l'ordre responsables de la gestion des « déviances émotionnelles » sont entraînées au gun kata pour obtenir un avantage face à des adversaires armés. Dans  Le Gardien du manuscrit sacré (2003), le moine sans nom (interprété par Chow Yun-fat) vide deux pistolets, éjecte les chargeurs et les envoient avec des coups de pied sur ses assaillants. Le style est également présenté (quoique de manière moindre et avec l'aide de gadgets) dans les films Lara Croft: Tomb Raider. Dans Wanted : Choisis ton destin (2008), les assassins appartenant à la Fraternité possèdent l'habileté de « plier » la trajectoire des balles autour des obstacles. Dans une fusillade au début du film, un assassin touche une autre balle dans les airs avec sa propre balle. Dans X-Men Origins: Wolverine (2009), l'agent Zero (Daniel Henney) recharge ses armes de poing en les lançant en l'air et en les attrapant avec les chargeurs qu'il tient dans ses mains.
Dans Kick-Ass (2010), le personnage de Hit Girl, joué par Chloë Grace Moretz, utilise fréquemment le gun fu. Dans Django Unchained (2012), la fusillade finale à Candieland est inspirée de John Woo, reproduisant des scènes de The Killer plan par plan. Dans G.I. Joe : Conspiration (2013), le gun fu est aussi utilisé dans le combat final entre Roadblock et Firefly. Il est également très présent dans la franchise John Wick, ainsi que dans le film Kingsman : Services secrets (2015).
Une séquence de gun fu impliquant Chris Redfield et Glenn Arias est également présente dans le film 3D Resident Evil: Vendetta (2017). Bien que produite au Japon, la franchise Resident Evil tire l'essentiel de son inspiration du cinéma d'horreur et d'action américain.

## Dans les jeux vidéo
Les jeux vidéo, en particulier ceux du genre jeu de tir et shoot 'em up, ont implémenté un gameplay de type gun fu. Vous trouverez ci-dessous quelques exemples de jeux vidéo et de séries de jeux vidéo qui ont été spécifiquement comparés ou décrits comme étant des gun fu :
- Le gameplay « bullet time » de la série Max Payne a été décrit comme étant du gun fu[8].
- Le jeu de tir à la troisième personne Stranglehold de 2007, qui sert de suite au film À toute épreuve (1992) de John Woo, dispose d'éléments de gameplay de gun fu[9].
- Le jeu d'action-RPG Fallout 4 (2015) propose une capacité, ou avantage, appelée « Gun Fu », qui attribue des points bonus au joueur pour avoir ciblé plusieurs ennemis dans la fonction de jeu connue sous le nom de système de ciblage assisté Vault-Tec (VATS)[10].
- Le shoot 'em up My Friend Pedro (2019) propose des éléments de gameplay qui sont du gun fu[11].

## Dans d' autres médias

### Dans la bande dessinée
Gun Fu est également le nom d'une série de bandes dessinées de Howard M. Shum et Joey Mason, sur un policier de Hong Kong dans les années 1930 qui utilise une combinaison d'armes à feu et d'arts martiaux. Dans le comics Iron Fist, le personnage d'Orson Randall utilise son pouvoir d'Iron Fist avec ses deux armes à feu, qu'un collègue appelle en plaisantant « Gun-Fu ».

### Dans les jeux de rôles
Dans les jeux Buffyverse (en), « gun fu » est le nom de la compétence des armes à feu, mais cela est plus probablement destiné à être humoristique plutôt qu'à être impliquer par les personnages. Dans le supplément Mystic China du jeu Ninjas and Superspies, « gun fu » est le nom de l'entraînement des assassins de la triade, et une compétence d'arts martiaux qui peut être disponible pour les personnages joueurs. Il met principalement l'accent sur l'utilisation de pistolets appariés de 9 mm.
Dans Run and Gun', une expansion de la cinquième édition du jeu de papier et crayon Shadowrun, le gun fu est un style de combat disponible.
Le système de jeu de rôle générique GURPS a un supplément « gun fu », écrit par S.A. Fisher, Sean Punch, et Hans-Christian Vortisch.

### À la télévision
Dans la série japonaise Tokusō Sentai Dekaranger, Ban Akaza est spécifiquement mentionné comme un maître de la technique gun fu, qui dans la série est appelée « Juu Kun Do » (jū étant le mot japonais pour « arme à feu », et le nom du style est un jeu de mots sur jeet kune do). En conséquence, le mécha de la série, Dekaranger Robo, est également parfois représenté à l'aide de gun fu. L'adaptation américaine de la série, Power Rangers : Super Police Delta, montre également le Red Ranger Jack Landors et le Delta Squad Megazord utilisant la même technique, bien que ce soit davantage à cause du matériel source - Jack n'est pas spécifiquement mentionné comme étant un maître du gun fu.
Dans l'anime Mazinkaizer SKL (en), Ryou Magami (l'un des deux pilotes de Mazinkaiser) utilise le gun fu comme son principal style de combat alors qu'il utilise les Breast Triggers, une paire d'armes de poing qui se stockent sur la poitrine de Mazinkaiser. Les scènes de combat de Magami contiennent plusieurs hommages visuels au film Equilibrium, dont une scène dans le premier épisode où Mazinkaiser interprète la pose signature des clercs de Grammaton.